# Johan Myhrman
Johan Myhrman, född 1937, död 1997, var en svensk ekonom och professor i nationalekonomi vid Handelshögskolan i Stockholm.
Myhrman innehade Jacob Wallenbergs professur i nationalekonomi vid Handelshögskolan i Stockholm 1984-1997.